# واریته بهاری
واریتهٔ بهاری فیلمی به کارگردانی پرویز خطیبی محصول سال ۱۳۲۸ است.
این فیلم در طبقه سوم و چهارم سینما متروپل، یک باغ در محله سرچشمه، میدان توپخانه و خیابان اسلامبول بود. دوربین فیلمبرداری از نوع «بل اندهاول» و کوکی بود و بازیگران باید پس از آخرین مرحله کوک سریع‌تر حرکت میکردند که حرکتشان بعدا روی پرده سینما طبیعی به‌نظر برسد. صدابرداری نیز در جریان فیلمبرداری صورت میگرفت و امور فنی فیلم به عهده مهندس کامرانی بود که در طبقه دوم ساختمان سینما متروپل شرکتی را به نام «کالای سوئد» تاسیس کرده بود. فیلم واریته بهاری در ابتدا قرار بود برای نوروز ۱۳۲۸ برروی پرده سینما برود اما به دلیل آماده نبودن فیلم در ۱۲ خرداد ۱۳۲۸ در سینما مایاک به نمایش درآمد.
نسخه ای از این فیلم به دلیل نایاب بودن موجود نیست.

## خلاصه داستان
داستان شامل شش ماجراست، بی‌آنکه موضوع آنها به هم مربوط باشد. یکی از ماجراها مربوط به «میرزا خنده‌رو» است که کارش به بیمارستان می‌کشد و تحت عمل جراحی قرار می‌گیرد و در حالی که یکایک اعضای بدنش بریده می‌شود خندهٔ او قطع نمی‌گردد.